# Lissonota semirufa
Lissonota semirufa là một loài tò vò trong họ Ichneumonidae.